# François Goeske

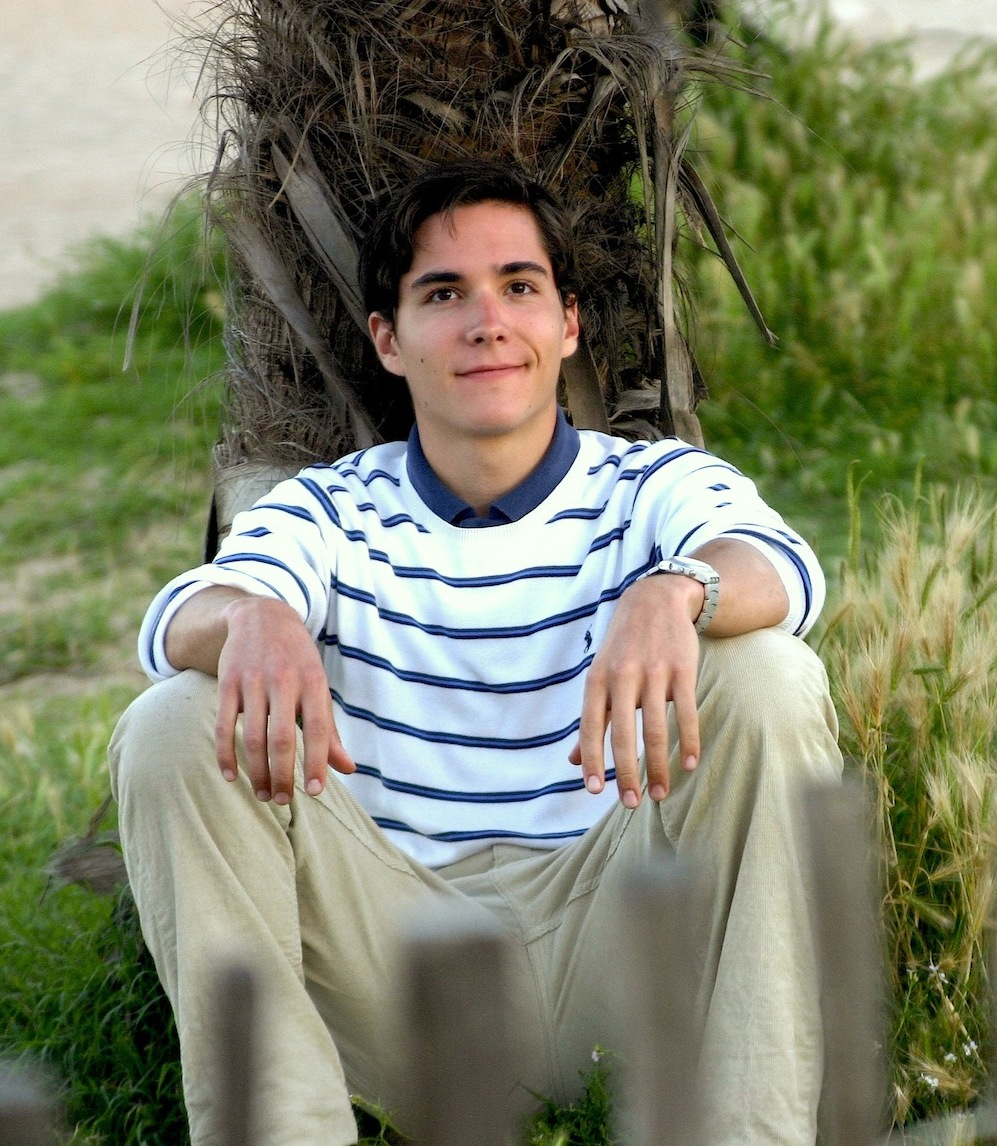
François Goeske al Festival di Cannes 2009 - Foto: Sven Levain

François Goeske, all'anagrafe François Göske (Saint-Doulchard, 18 marzo 1989), è un attore e musicista francese naturalizzato tedesco.

## Biografia
A nove anni entra nel coro di bambini della Bayerische Staatsoper di Monaco di Baviera. È solista in La Bohème e La dama di picche. Come attore esordisce sul palcoscenico nel musical Teddy – ein musikalischer Traum.
Il suo primo ruolo cinematografico è nel lungometraggio Das fliegende Klassenzimmer (2003). Poi dà la voce al personaggio di Mogli in Das Dschungelbuch 2. In Dreharbeiten zu Bergkristall (2005, regia di Joseph Vilsmaier) interpreta il ruolo di Conrad. Per la sua interpretazione ha ricevuto il Media Prize al Monaco Film Festival del 2005 e una nomination per il Premio Internazionale di Undine 2005.
Nel 2005 partecipa al film franco-tedesco French for Beginners - Lezioni d'amore (uscito nel 2006 in Germania e nel 2009 in Italia). Per questo film è stato nuovamente nominato per il premio internazionale Undine.
Nel 2008 ha ricevuto la terza nomination all'Undine Award, questa volta per la performance nel film per la televisione Die Schatzinsel.

## Filmografia

### Cinema
- Bibi la piccola strega (Bibi Blocksberg), regia di Hermine Huntgeburth (2002)
- Das fliegende Klassenzimmer, regia di Tomy Wigand (2003)
- Bergkristall, regia di Joseph Vilsmaier (2004)
- French for Beginners - Lezioni d'amore (Französisch für Anfänger), regia di Christian Ditter (2006)
- Die Schatzinsel, regia di Hansjörg Thurn (2007)
- Summertime Blues, regia di Marie Reich (2009)
- Lost Place, regia di Thor Klein (2013)
- Cro: Traum, regia di Lars Timmermann - cortometraggio (2014)
- Besser als nix, regia di Ute Wieland (2014)
- Nature Morte, regia di Robert Dziabel e Sophia Magdalena Koegl - cortometraggio (2014)
- Im Auge des Betrachters, regia di Dirk Polte - cortometraggio (2015)
- Sent, regia di Felix Zachmann - cortometraggio (2015)
- Dieter Not Unhappy, regia di Christian Schäfer (2017)
- Le corps sauvage, regia di Cheyenne Carron (2019)

### Televisione
- Der kleine Mann, regia di Matthias Steurer - film TV (2001)

- Damals warst Du still, regia di Rainer Matsutani - film TV (2005)
- LadyLand – serie TV, episodi 2x3 (2007)
- Tarragona - Ein Paradies in Flammen, regia di Peter Keglevic - film TV (2007)
- Die Brücke, regia di Wolfgang Panzer - film TV (2008)
- Factor 8: Pericolo ad alta quota (Faktor 8 - Der Tag ist gekommen), regia di Rainer Matsutani - film TV (2009)
- Dornröschen, regia di Oliver Dieckmann - film TV (2009)
- Kommissarin Lucas – serie TV, episodi 1x11 (2010)
- Sie hat es verdient, regia di Thomas Stiller - film TV (2010)
- Squadra Speciale Colonia (SOKO Köln) – serie TV, episodi 8x3 (2011)
- Ein starkes Team – serie TV, episodi 1x51 (2011)
- Chi vince prende tutto (Schlaflos in Schwabing), regia di Christine Kabisch - film TV (2012)
- Soko 5113 (SOKO München) – serie TV, episodi 38x18 (2013)
- Heiter bis tödlich - Akte Ex – serie TV, episodi 2x3 (2013)
- Heldt – serie TV, episodi 2x6 (2014)
- Ultima traccia: Berlino (Letzte Spur Berlin) – serie TV, episodi 3x8 (2014)
- Heiter bis tödlich - Hauptstadtrevier – serie TV, episodi 3x6 (2014)
- Tatort – serie TV, episodi 1x712-1x949 (2008-2015)
- Platonow, regia di Andreas Morell - film TV (2015)
- Gottlos – serie TV, episodi 1x2 (2016)
- Squadra Speciale Stoccarda (SOKO Stuttgart) – serie TV, episodi 3x11-8x24 (2011-2017)
- Armans Geheimnis – serie TV, 22 episodi (2015-2017)
- Squadra speciale Lipsia (SOKO Leipzig) – serie TV, episodi 18x1 (2017)
- Circle of Life (Familie Dr. Kleist) – serie TV, episodi 7x15 (2018)
- Professor T. – serie TV, episodi 3x2 (2019)
- Beck is back! (Beck Is Back!) – serie TV, 4 episodi (2019)
- La nave dei sogni (Das Traumschiff) – serie TV, episodi 1x84 (2019)
- Die Diplomatin – serie TV, episodi 1x4 (2019)
- Findher – serie TV, 26 episodi (2018-2019)
- Il commissario Voss (Der Alte) – serie TV, episodi 48x9 (2019)
- In aller Freundschaft – serie TV, episodi 22x20-22x21 (2019)
- Watzmann ermittelt – serie TV, episodi 1x8 (2019)
- Morden im Norden – serie TV, episodi 6x1 (2019)
- Eine harte Tour, regia di Isabel Kleefeld - film TV (2020)
- Der Bozen Krimi – serie TV, episodi 1x6-1x10-1x12 (2019-2020)
- Blutige Anfänger – serie TV, 13 episodi (2020-2021)

## Riconoscimenti
- 2005 – Internationaler Undine Award
  - Candidatura come "Bester jugendlicher Hauptdarsteller in einem Kinofilm" per Bergkristall
- 2006 – Internationaler Undine Award
  - Candidatura come "Bester jugendlicher Komödiant" per French for Beginners - Lezioni d'amore
- 2008 – Internationaler Undine Award
  - Candidatura come "Bester jugendlicher Hauptdarsteller in einem Fernsehfilm" per Die Schatzinsel
- 2005 – Kinder-Medien-Preis "Der weiße Elefant" (Filmfest München)
  - "Darsteller-Sonderpreis" per Bergkristall